# Аркадия (область Древней Греции)
Аркадия (др.-греч. Ἀρκαδία) или Аркады (др.-греч. Αρκάδες) — историческая область Древней Греции на полуострове Пелопоннес. Была названа в честь мифологического Аркада — сына нимфы Каллисто и Зевса.

## История
Аркадия была областью в центральной части Пелопоннеса, на севере граничила с Ахайей, на западе — с Элидой, на юге — с Лаконикой и Мессенией, на востоке — с Арголидой. Преимущественно гористая местность позволила Аркадии избежать дорийского вторжения, и она осталась населена племенами пеласгов, живших земледелием и скотоводством. По причине удалённости от моря и крупных развитых полисов (Коринфа, Афин, Спарты) Аркадия длительное время оставалась отсталой страной, в которой отсутствовали крупные города, а общины были объединены в слабый Аркадский союз. Аркадская Тегея упоминается ещё Гомером, в классическую эпоху здесь сложилась соперничавшая с ней Мантинея (ок. 500 г. до н. э.), и гораздо позже в противовес Спарте был основан Мегалополь (371 г. до н. э.). Аркадия никогда не играла значительной роли в истории Древней Греции, хотя аркадяне считались храбрыми воинами и служили наёмниками в других греческих полисах. Как и большая часть Пелопоннеса, в классическую эпоху Аркадия находилась в сфере влияния Спарты, после завоевания Греции Македонией поддерживала македонских царей, затем входила в состав Ахейского союза до самого его завоевания Римом.
В античной литературе и в Новое время Аркадия изображалась гостеприимной патриархальной страной, а картины природы стали фоном для идиллической жизни пастухов и пастушек — пасторали, отсюда берёт начало переносное значение слова «Аркадия».

## В астрономии
В честь Аркадии назван астероид (1020) Аркадия, открытый 7 марта 1924 года немецким астрономом Карлом Райнмутом в Гейдельбергской обсерватории.